# Pomnik Bohdana Smolenia w Poznaniu

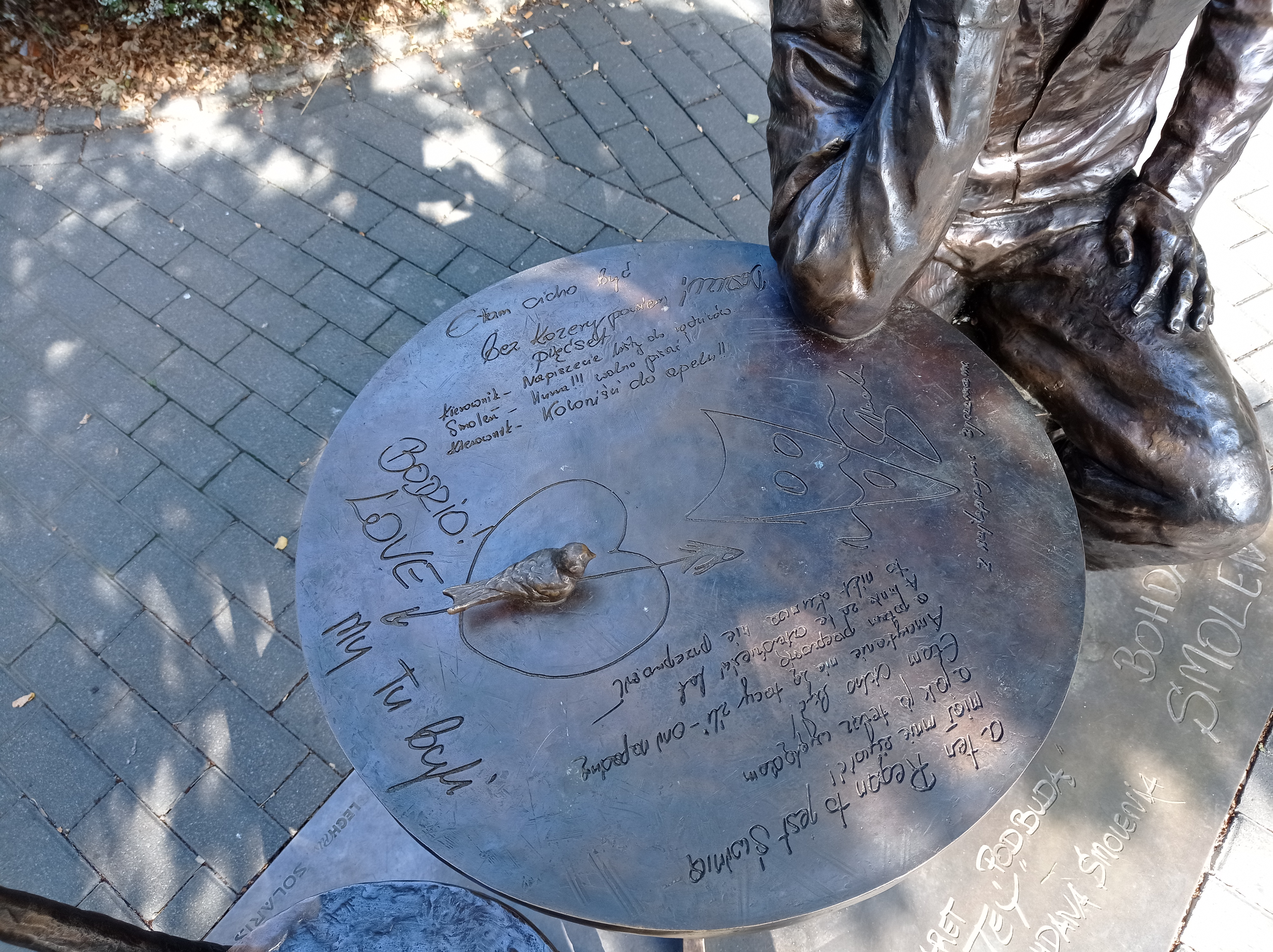
Na stoliku wyryto m.in. fragmenty tekstów użytych podczas skeczów kabaretowych z udziałem Bohdana Smolenia

Pomnik Bohdana Smolenia w Poznaniu – pomnik artysty kabaretowego i aktora Bohdana Smolenia wykonany w formie tzw. ławeczki pomnikowej, usytuowany na skwerze przy zbiegu ulic Rybaki i Strzałowej w Centrum Poznania.

## Historia
Pomysł upamiętnienia Bohdana Smolenia w formie tzw. ławeczki pomnikowej (chociaż w tym przypadku pomnik przedstawia artystę siedzącego na jednym z dwóch krzeseł ustawionych przy stoliku), zaproponował wieloletni współpracownik i przyjaciel Bohdana Smolenia Krzysztof Deszczyński, który był także organizatorem zbiórki funduszy potrzebnych do budowy pomnika. Publiczna zbiórka pieniędzy przebiegała pod hasłem: „Smoleń Wiecznie Żywy”. 8 stycznia 2019 roku Rada Miasta Poznania podjęła uchwałę nr V/46/VIII/2019 w sprawie wyrażenia zgody na postawienie pomnika Bohdana Smolenia. Przeprowadzono etap konsultacji społecznych, gdzie mieszkańcy Poznania mogli wyrazić (wysyłając maile) swoją opinię o jego formie i lokalizacji oraz podzielić się uwagami i propozycjami związanymi z projektowanym pomnikiem.
Projekt pomnika wyłoniono w trakcie konkursu pt. „Pomnik Bohdana Smolenia – »a tam cicho być«”, zorganizowanego przez „Stowarzyszenie Zostań Gwiazdą Kabaretu” i Uniwersytet Artystyczny w Poznaniu. Pomnik został odlany w brązie w odlewni Studio Garstka w Szymanowie niedaleko Śremu. Autorem projektu pomnika jest Piotr Socha, zwycięzca konkursu zorganizowanego dla studentów Uniwersytetu Artystycznego w Poznaniu.
Odsłonięcie pomnika planowano początkowo na czerwiec 2020 roku, potem przesunięto je na grudzień 2020 roku, ale ostatecznie nie pozwoliła na to ówczesna sytuacja epidemiczna. Pomnik odsłonięto dopiero 11 czerwca 2021 roku w godzinach wieczornych poprzez podpalanie płachty owijającej szczelnie pomnik, po czym (zgodnie z zamysłem organizatorów) twarz i postać Bohdana wyłoniła się z płomieni. Inspiracją do podpalenia pomnika podczas jego odsłaniania był fragment tekstu kabaretowego Bohdana Smolenia, „Szeptanki”. Odsłonięcie pomnika poprzedziło spotkanie „Poznań Comedy Show” z udziałem kabaretów: Kabaret Czesuaf, Kabaret Czołówka Piekła, Klub Szyderców BIS i Grupa MoCarta. Zaprezentowali się także artyści kabaretowi: Krzysztof Daukszewicz, Jagoda Borowiak, Łukasz Ból, Anna Wółczyńska, Lech Faron, Jakub Kaczmarek i Marcin Samolczyk. W trakcie uroczystości wystąpił także Teatr Ognia Bohema i przeprowadzono pokaz sztucznych ogni.